# Escritório das Nações Unidas em Nairóbi

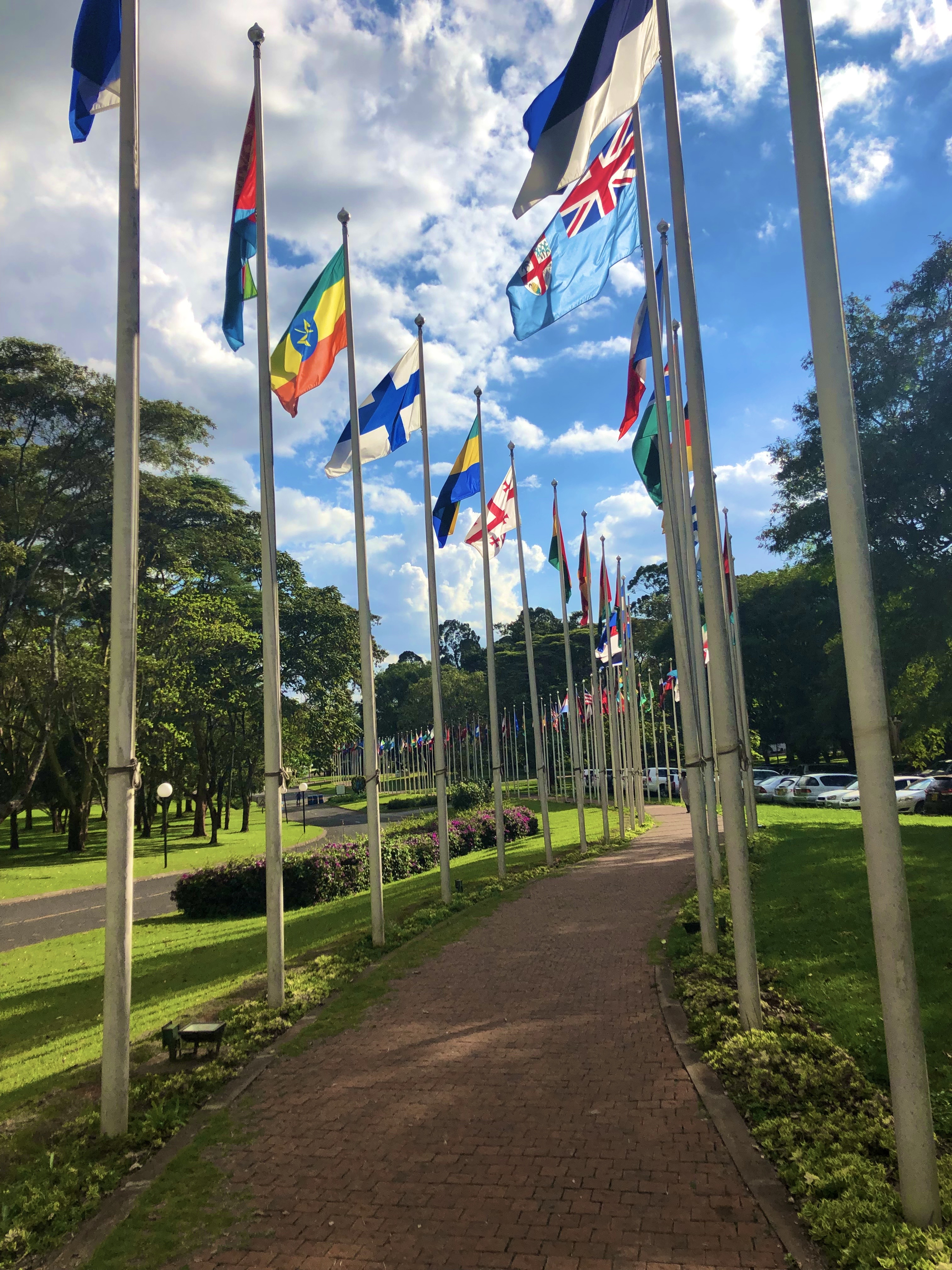
Bandeiras dos estados-membros em Nairóbi

O Escritório das Nações Unidas em Nairóbi (UNON, na sigla em inglês) é uma das quatro sedes principais das Nações Unidas. Localizado na capital queniana, o escritório foi estabelecido em 1996 e é o centro de operações da ONU na África. Tem como diretora-geral a serra-leonesa Zainab Bangura desde 8 de janeiro de 2020.
O complexo também sedia dois programas: o Programa das Nações Unidas para o Meio Ambiente (PNUMA) e o Programa das Nações Unidas para os Assentamentos Humanos (UN-Habitat).